# Bojan Prašnikar
‎Bojan Prašnikar, slovenski nogometaš in trener, * 3. februar 1953, Šmartno ob Paki.
Prašnikar je nekdanji nogometaš, trener večjega števila slovenskih klubov in trikratni selektor slovenske reprezentance.
Je tudi večkratni strokovni komentator na RTV Slovenija.
Njegova hči Lara in sin Luka sta prav tako nogometaša. 